# Живоциці
Живоциці (пол. Żywocice) — село в Польщі, у гміні Крапковиці Крапковицького повіту Опольського воєводства.
Населення — 1219 осіб (2011).

## Демографія
Демографічна структура станом на 31 березня 2011 року:
|          | Загалом | Допрацездатний вік | Працездатний вік | Постпрацездатний вік |
| -------- | ------- | ------------------ | ---------------- | -------------------- |
| Чоловіки | 596     | 111                | 404              | 81                   |
| Жінки    | 623     | 106                | 369              | 148                  |
| Разом    | 1219    | 217                | 773              | 229                  |